# 于弘志
于弘志 （？—1622年），明朝末年北直隶冀州武邑（今河北省武邑县）人。
天启年间于弘志与王好贤、徐鸿儒共传王森“闻香教”。于弘志在景州以棒棰聚集惡少年，號棒棰會，王好賢與他相交，密約徐鴻儒於八月十五望日，三方同起。天启二年（1622年）响应徐鸿儒起义，占武邑，攻景州。不久为官军镇压，于弘志立馬仗弓，飛舞而來，官兵斬之於馬下。一说被捕处死。